# Johann David Heinichen
Johann David Heinichen (ur. 17 kwietnia 1683 w Krössuln k. Weissenfels, zm. 16 lipca 1729 w Dreźnie)  – niemiecki kompozytor i  teoretyk muzyki działający w okresie późnego baroku.
Jego ojciec, Michael Heinichen, studiował muzykę w słynnej Thomasschule w Lipsku, połączonej z Thomaskirche, następnie był kantorem w Pegau i pastorem w wiejskim kościele w Krauschwitz. Johann David również uczył się w Thomasschule u Johanna Schelle i Johanna Kuhnaua (klawesyn) . Uczniem w tej szkole był też przyszły kompozytor Christoph Graupner.
W latach 1702–1706 Johann David studiował prawo w Lipsku, a następnie praktykował w Weissenfels do 1709. W tym czasie również komponował; w 1710 napisał pierwszy traktat muzyczny. W 1711 wystawił wystawił w Hamburgu operę Der Karneval von Venedig. W 1717 razem z Johannem Sebastianem Bachem (z którym się przyjaźnił) pracował na dworze księcia Leopolda von Anhalt-Cöthen. Następnie był kapelmistrzem na dworze Augusta II Mocnego. Jego uczniem był Johann Georg Pisendel . 
W roku 1721 Heinichen ożenił się w Weissenfels i miał jedno dziecko, które urodziło się w styczniu roku 1723. Zmarł na gruźlicę w 1729.
Komponował utwory instrumentalne (m.in. sinfonie, koncerty, sonaty), wokalno-instrumentalne (wiele mszy, magnifikatów, kantat, psalmów, arii) oraz sceniczne (opery, serenaty). Jego traktat o generałbasie z 1728 długo był cenionym podręcznikiem do nauki kompozycji.